# 德国大院
德国大院又名为增延胡同，是位于中国天津市河西区福建路与温州道交口处的一处为由相同风格的五幢连体公寓形成的里巷式联排公寓建筑群，建于1923年，目前为一般保护等级历史风貌建筑，居住用房。

## 历史
德国大院建于1923年，位于原天津德租界平行三号街（Parallel 3 Straße）和钦莫曼街（Zimmerman Straße）交口，原为德国侨民公寓，这里的第一批住户都均为在德国公司和洋行工作的德国中级职员。中华人民共和国成立后，随着德国公司和洋行陆续停办，这些德国侨民陆续回国，德国大院渐渐改为中国人居住的大院。

## 建筑
德国大院总由位于河西区福建路19号至23号、福建路25号至29号、福建路增延胡同1号至9号、福建路增延胡同2号至10号、福建路增延胡同11号至14号五幢楼房联排成组，建筑面积为4875平方米，其中占地面积为3900平方米，建筑单体均为砖木结构、两层带地下室并且前庭后院的德式公寓，单体建筑分为一间半开间和两开间两种布局模式，并配前后门。建筑一层外立面为清水墙面，清水墙面上部装饰有甩疙瘩砂浆和弧形木窗。建筑顶部为前后挑檐的大筒瓦坡屋面，挑檐的望板下面装饰有利于通风防潮的中国钱币的圆形方孔造型体现了中西合璧的特色，顶部开天窗，建筑的入口处设有石质台阶，上部设有瓦顶雨厦。德国大院内部设有壁炉、灯光灰线、木楼梯、木地板、木门窗，玻璃窗和百页窗，一楼为客厅、餐厅、厨房和厕所，二楼为卧室，地下室、锅炉房和杂物房。德国大院平面呈口字形，为周边式两开间的布局模式，五座建筑整齐排列于四周，中间设有椭圆形花坛绿地，仅设有一条甬道沟通外面，形成较好的居住环境。

## 建筑图片

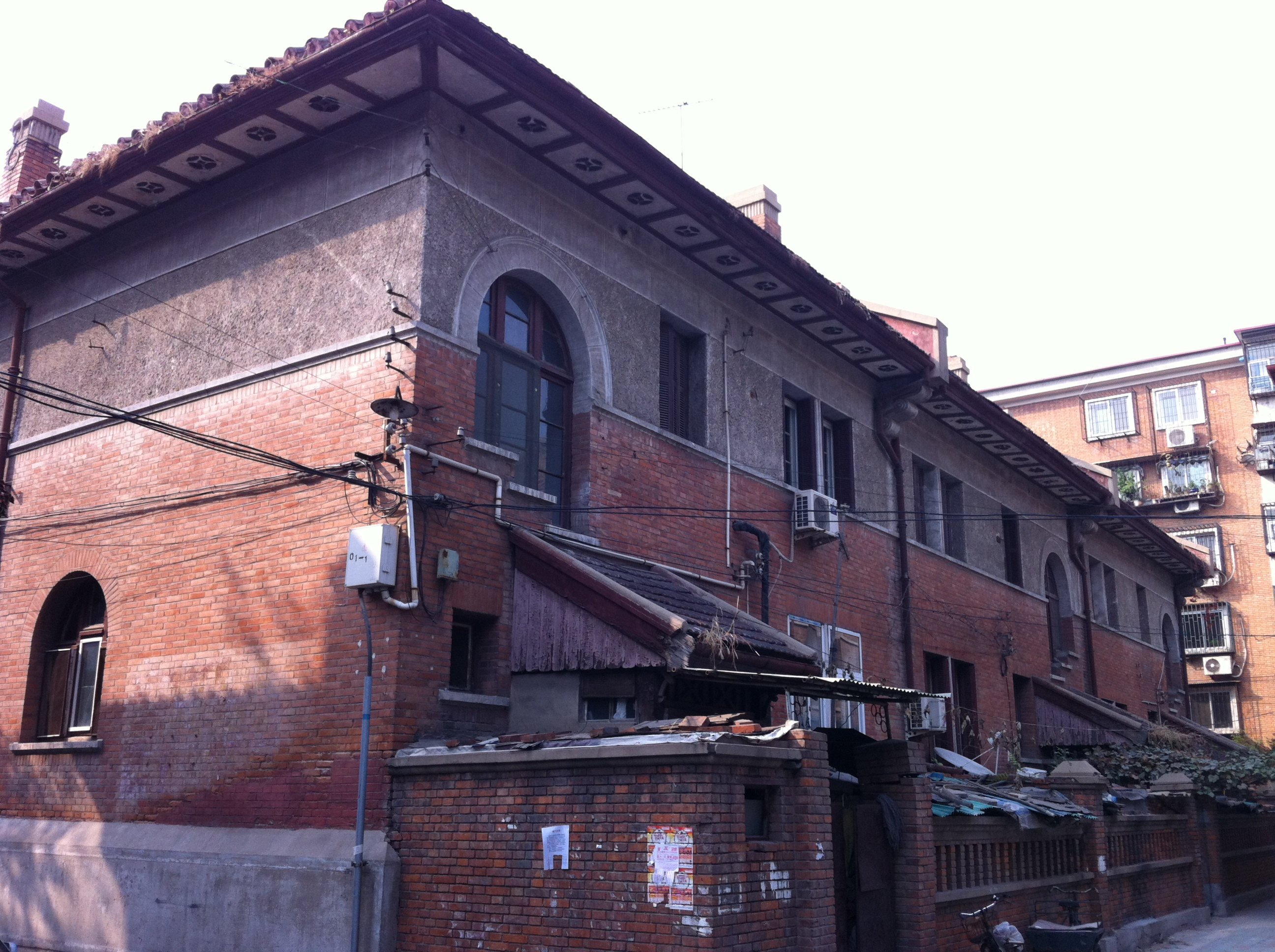
福建路19-23号
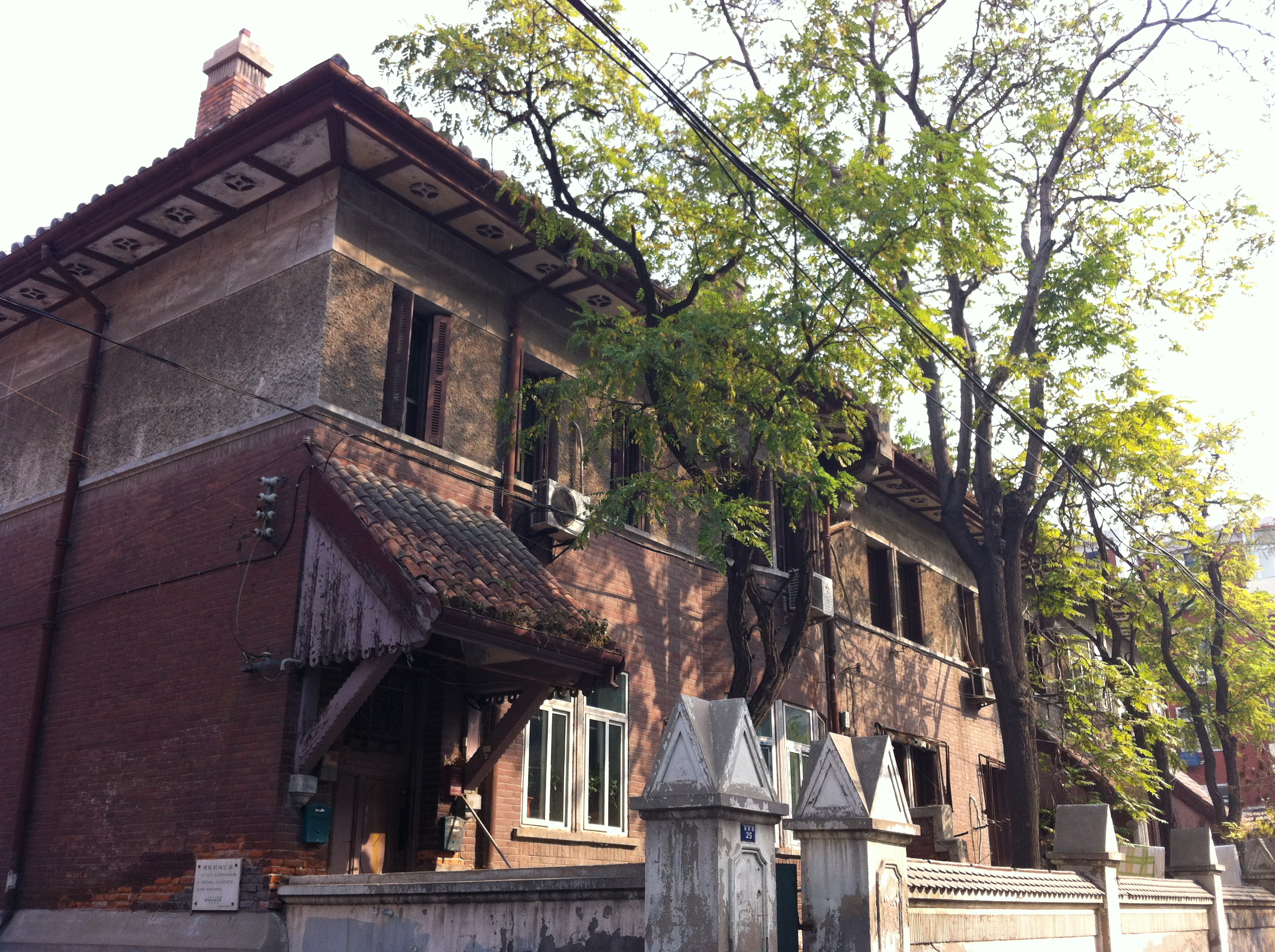
福建路25-29号
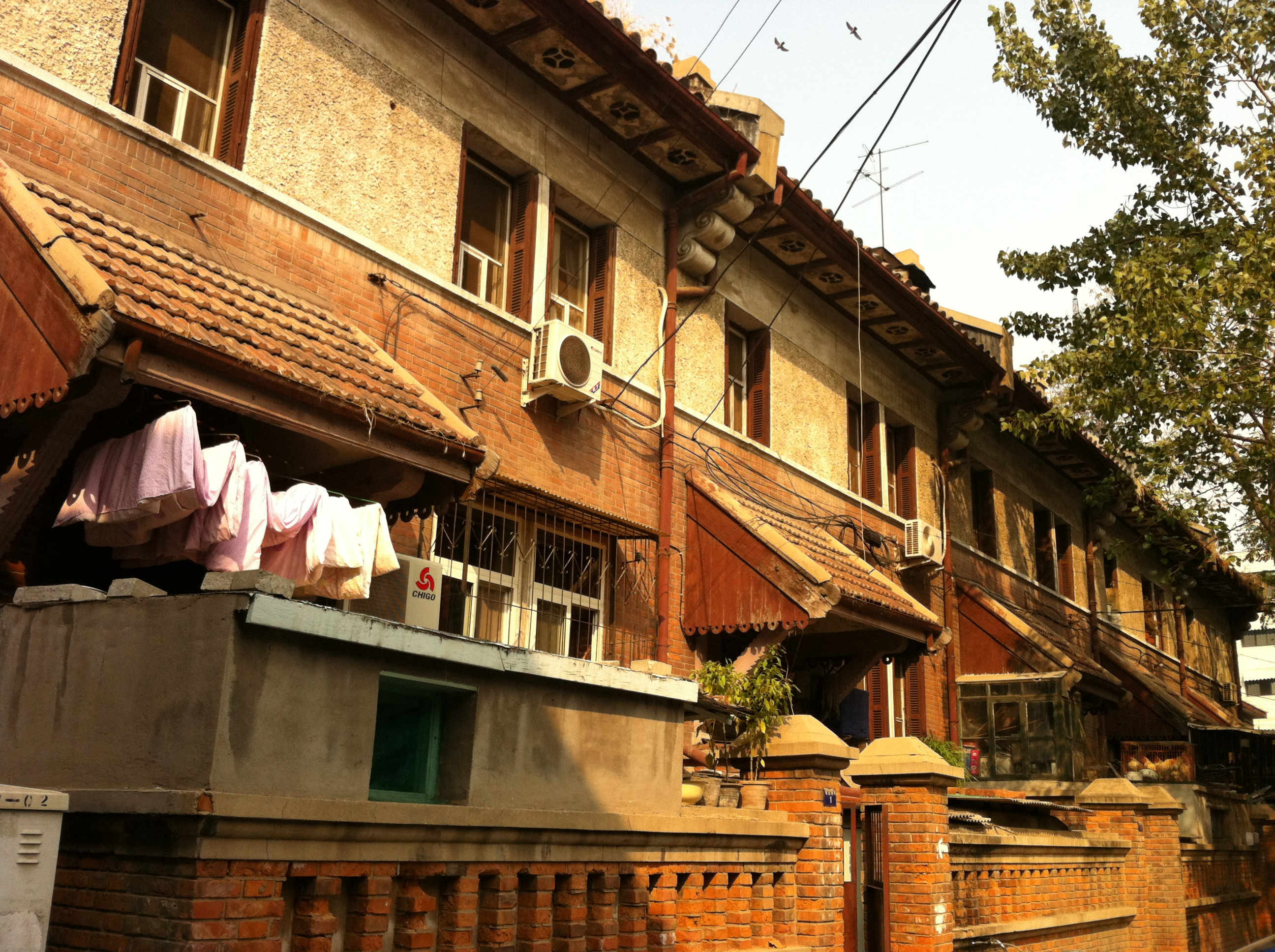
福建路增延胡同1、3、5、7、9号
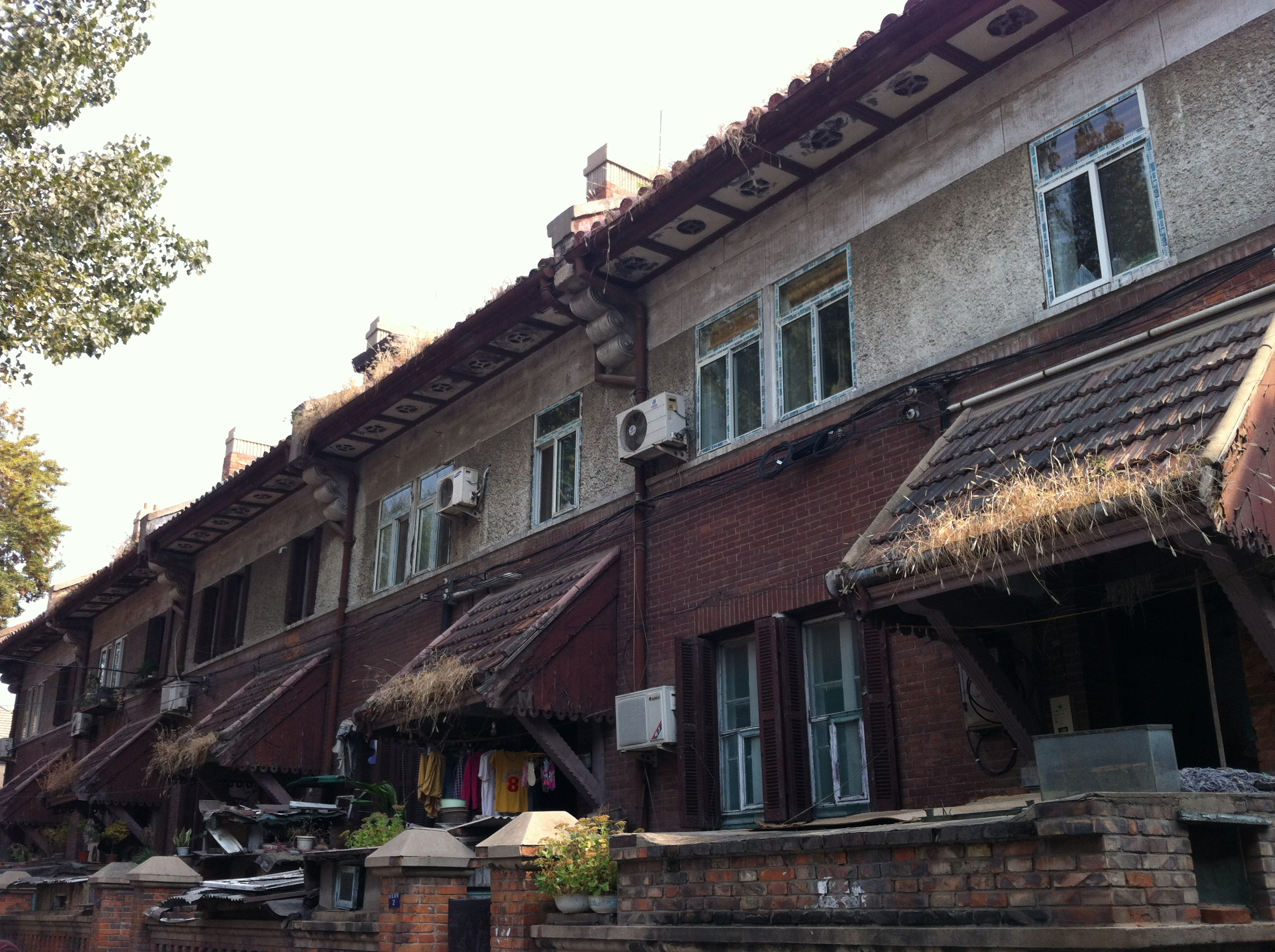
福建路增延胡同2、4、6、8、10号
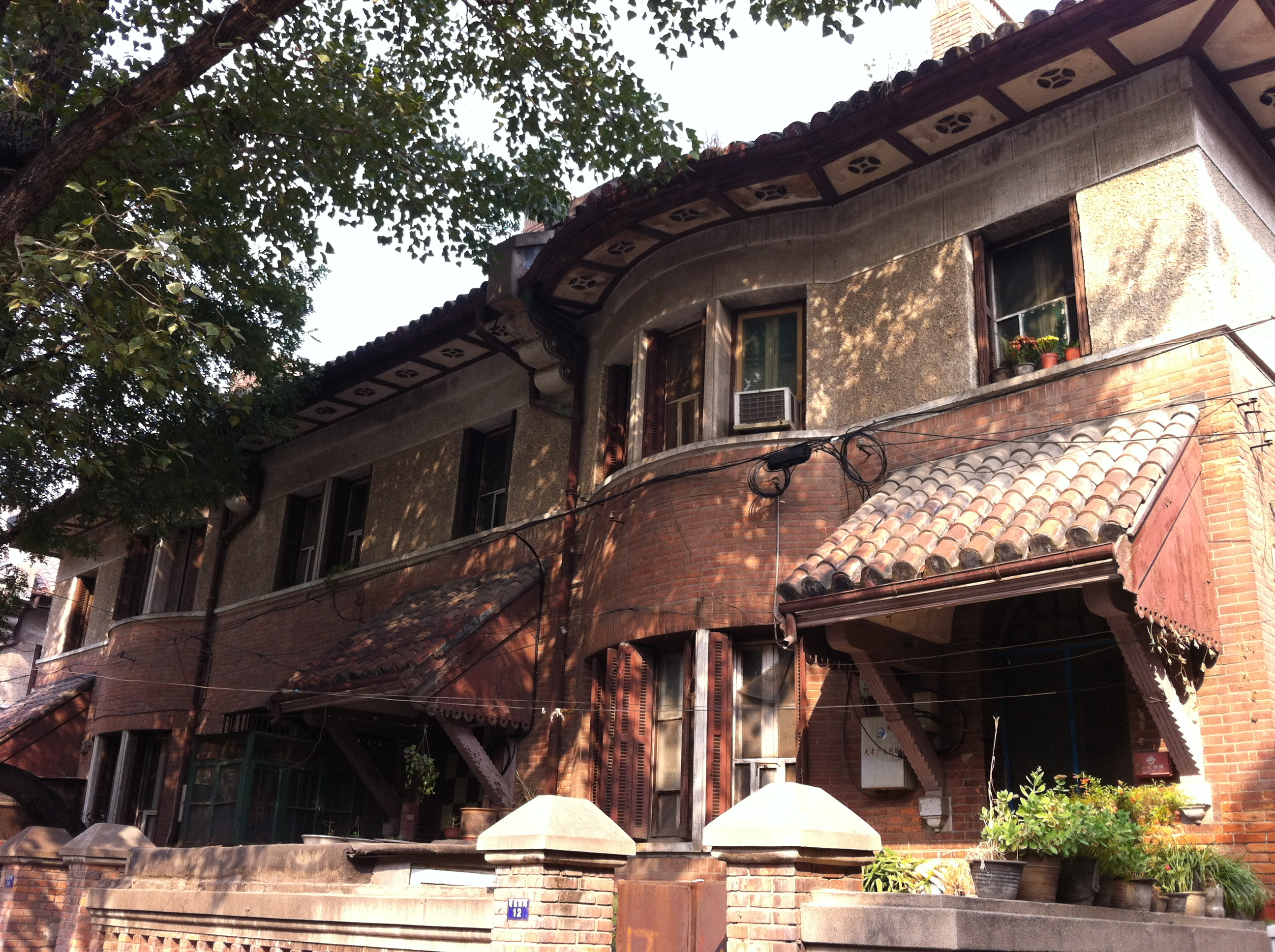
福建路增延胡同11、12、14号